# Andrei Linde
Andrei Dmitriyevich Linde (russisk: Андре́й Дми́триевич Ли́нде; født 2. marts 1948) er en russisk-amerikansk teoretisk fysiker og Harald Trap Friis-professor i fysik på Stanford University.
Linde er en af de primære forfattere til universets inflations-teori, og teorien om evig inflation og inflationsmultivers. Han læste Bachelor of Science fra Moskvas statsuniversitet. I 1975 fik Linde en PhD fra Lebedev Physical Institute i Moskva. Han arbejdede for CERN (European Organization for Nuclear Research) fra 1989 og han flyttede til USA, hvor han blev professor i fysik på Stanford University.
Blandt hans forskellige hæderspriser, som har modtaget for sit arbejde med inflation, er Dirac Medal i 2002, som han fik sammen med Alan Guth fra MIT og Paul Steinhardt fra Princeton University. I 2004 modtog han Gruber Prize in Cosmology for udviklingen af inflationskosmologi sammen med Gruth. I 2021 modtog han den årlige Breakthrough Prize in Fundamental Physics, igen sammen med Gruth. I 2014 modtog han Kavli-prisen i astrofysik "for pionérarbejde med teorien for kosmisk inflation", sammen med Alan Guth og Alexei Starobinsky. I 2018 modtog han Gamow Prize.
Linde er gift med Renata Kallosh, der også er fysiker. Sammen har de to sønner.
Hans forældre var de sovjetiske fysikere Irina Rakobolskaya og Dmitry Linde.
Sammen med en række andre russiske videnskabsfolk underskrev han et åbent brev der fordømte Ruslands invasion af Ukraine 2022, og endnu et åben brev med modtagere af Breakthrough Prize med samme besked.